# Полски бряст
Полският бряст (Ulmus minor) е влаголюбиво широколистно дърво с естествен ареал Европа (без по-северните ѝ ширини и Алпите) до Кавказ, части от Средиземноморието, Мала Азия и Иран до изолирани популации в Средна Азия (Таджикистан). В България полският бряст е разпространен във всички равнини докъм 700 м надморска височина – обикновено край реки и водни басейни, но и при по-сухи условия (за разлика от белия бряст). Ролята му в растителните съобщества, формиращи критично застрашени и застрашени хабитати като „Смесени низинни и крайречни гори и лонгози“, „Гори и храсталаци от полски бряст“ и др. е съществена.

## Описание
Възрастните дървета формират гъста куполовидна корона, кората им е напукана по дължина – на успоредни ръбове или плочки. При благоприятни условия, отделни представители на този бързорастящ вид са способни да достигнат височина над 35 м, обиколка на ствола от порядъка на 6,89 м и възраст повече от 4 века; българският Стар бряст в Сливен е известен пример за последното. По стъблата и клонките на младите растения често се формират коркови ребра (силно изпъкнали ръбове) – черта, която отличава Ulmus minor от другите местни видове бряст; още една ярка негова особеност е интензивното издънкообразуване, което, в комбинация с висока ефективност при плододаването и относителна непретенциозност дава основание на специалистите да го определят като пионерен вид.
Листата на полския бряст са прости, с последователно разположение. Формата им варира от тясно яйцевидна (основно) през почти кръгла до обратно-яйцевидна, с дръжка до 1,5 см и асиметрична петура с изтòчен връх; от основната ос към всяка половина излизат по 8 – 13 странични жилки, завършващи в двойно назъбен листен ръб.
Цъфтежът е преди разлистване, в самото начало на пролетта. Цветовете на растението са двуполови; изградени са от сраснат околоцветник, който е съставен от няколко дяла. Околоцветникът е тъмночервен на цвят. Във вътрешността на цвета се намират 4 – 5 тичинки и плодник с двуделно близалце.
Плодът представлява крилато орехче (крилатка) – семето е окръжено от дисковидна ципа, спомагаща за лесното разпространение на брястовите плодове чрез вятър или по вода. Крилатките узряват до началото на лятото.
Дървесината на полския бряст е твърда и трайна, поради което дървения материал се използва в мебелопроизводството. До средата на 20 век, преди холандската брястова болест да засегне значителен процент от популациите на вида в Европа, полският бряст е популярен избор при озеленяване на паркови и парково-градски райони заради своите привлекателни физически характеристики, бърз темп на растеж и толерантност към атмосферно замърсяване и различни типове климатични и почвени условия.

## Галерия
- Общ вид – пролет
- Кората на възрастно дърво
- Устройство – илюстрация
- Цвят